# مارتی فورگل
مارتی فورگل (انگلیسی: Marty Furgol؛ ۵ ژانویهٔ ۱۹۱۶ – ۲۳ نوامبر ۲۰۰۵) یک گلف‌باز بود.